# المؤتمرات الدولية للسلام والأمن في العراق 2014
بعد احتلال الدولة الإسلامية أجزاء واسعة من العراق، سوريا، عُقدت سلسلة من المؤتمرات الدولية لبناء تحالف فعال لتدمير الدولة الإسلامية . أسفرت هذه المؤتمرات عن تأسيس التحالف الدولي لمحاربة الإرهاب وبدئه شن عمليات عسكرية في العراق وسوريا.

## المؤتمر الدولي
عُقد المؤتمر الأول في مدينة جدة  في 11أيلول 2014.
وحضر المؤتمر كل من وزراء خارجية السعودية , مصر ،تركيا , الأردن ،البحرين ،الإمارات العربية المتحدة ،الكويت ،عمان ،قطر ، بالإضافة إلى العراق والولايات المتحدة الأمريكية ووقعت كل الدول (بإستثناء تركيا) إعلان يدعم جهود الولايات المتحدة العسكرية .
ولم توقع تركيا على الإعلان بسبب احتجاز تنظيم الدولة الإسلامية 49 دبلوماسياً تركيا عاملين في القنصلية التركية في الموصل .
بعد المؤتمر زار جون كيري العاصمة التركية أنقرة ثم العاصمة المصرية القاهرة لحشد الدعم الإقليمي قبل أن يتجه إلى باريس لحضور المؤتمر الثاني لبناء تحالف دولي ضد الدولة الإسلامية .
يوم 14 أيلول سبتمبر عقد مؤتمر باريس برئاسة الرئيسان الفرنسي فرانسو هولاند والعراقي فؤاد معصوم وحضرته 30 دولة بما فيها الدول التي حضرت مؤتمر جدة بالإضافة إلى وزير الخارجية الروسي سيرغي لافروف .وأستبعدت مؤتمرات جدة وباريس إيران رغم أنها تلعب دوراً رئيسياً في مقاتلة الدولة الإسلامية في سوريا والعراق.

## اقرأ ايضاً
- التدخل الإيراني في العراق 2014
- القوة البرية العراقية